# Point Isabel (Indiana)
 (juillet 2025).
Point Isabel est une census-designated place située dans le comté de Grant, dans l’État de l'Indiana, aux États-Unis. Lors du recensement de 2020, elle compte 114 habitants.